# Польников, Владислав Васильевич
Владислав Васильевич Польников  (28 августа 1928 — 5 мая 1991) — передовик советской оборонной промышленности, рабочий-оптик Новосибирского приборостроительного завода имени Ленина Министерства оборонной промышленности СССР, Новосибирская область, Герой Социалистического Труда (1966).

## Биография
Родился в 1928 году в деревне Подволошна (на территории современного Коченёвского района Новосибирской области) в семье рабочих.
В 1944 году начал свою трудовую деятельность, устроившись на работу на эвакуированном их Красногорска приборостроительном заводе. Сначала работал учеником, а позже достиг высшей квалификации полировщика. Изготовлял детали высочайшей точности.
На заводе производили оптическую часть приборов для многих видов вооружения. Первым в стране освоил производство ночных и тепловизионных приборов. Также выпускал продукцию для бытового и широкого потребления. Постоянно перевыполнял планы и становился победителем социалистических соревнований.    
Указом Президиума Верховного Совета СССР от 28 июля 1966 года за достижение высоких показателей в производстве и успехи в оборонной промышленности Владиславу Васильевичу Польникову присвоено звание Героя Социалистического Труда с вручением ордена Ленина и медали «Серп и Молот».
В 1988 году вышел на заслуженный отдых. Был депутатом Новосибирского областного Совета депутатов.
Проживал в городе Новосибирске. Умер 5 мая 1991 года. Похоронен на Заельцовском кладбище.   

## Награды
За трудовые и боевые успехи был удостоен:
- золотая звезда «Серп и Молот» (28.07.1966)
- орден Ленина (28.07.1966)
- другие медали.